# Empfingen
Empfingen är en kommun och ort i Landkreis Freudenstadt i regionen Nordschwarzwald i Regierungsbezirk Karlsruhe i förbundslandet Baden-Württemberg i Tyskland.
Kommunen ingår i kommunalförbundet Horb am Neckar tillsammans med staden Horb am Neckar och kommunen Eutingen im Gäu.